# 넬리도보

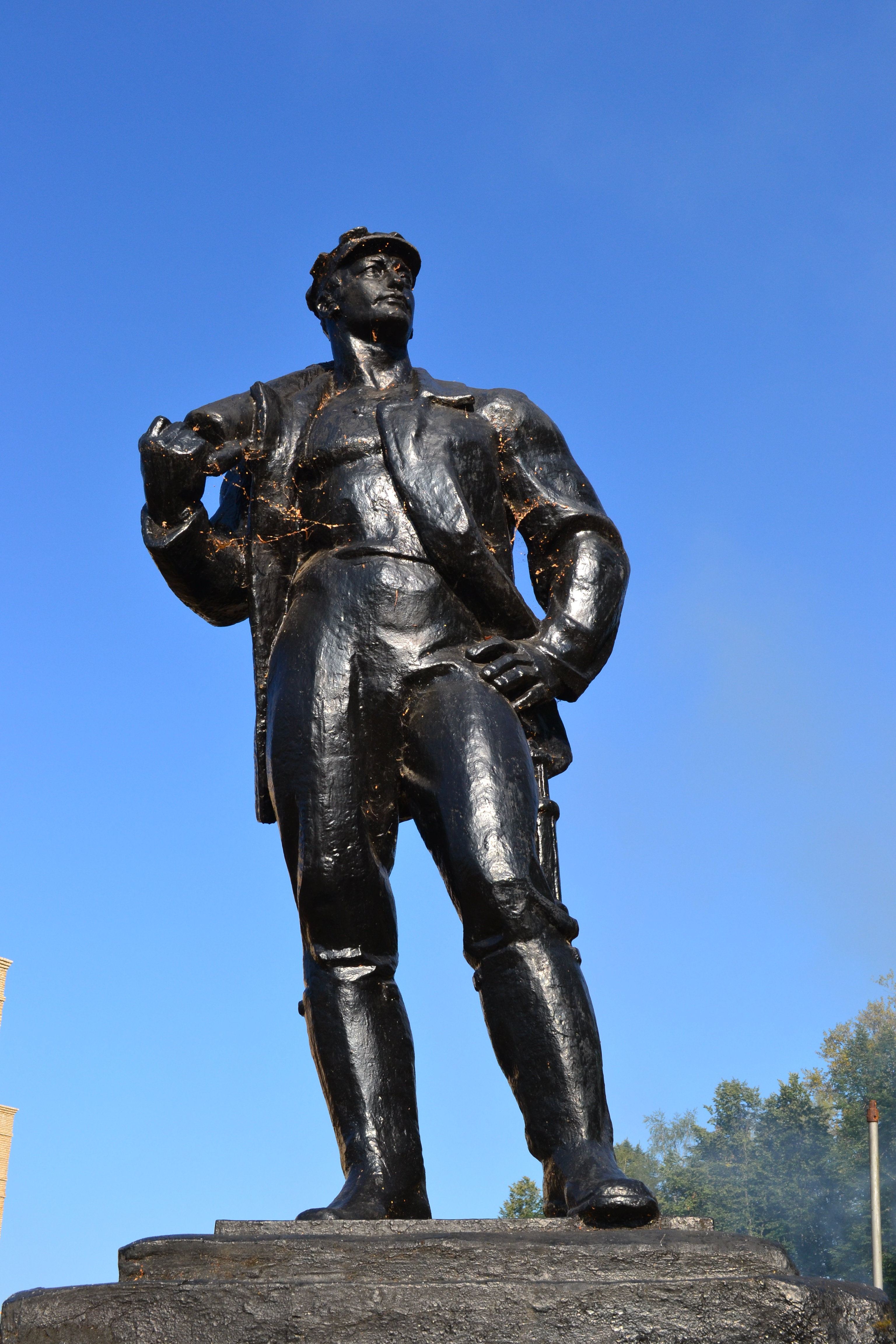

넬리도보(러시아어: Нелидово)는 러시아 북서부에 위치한 도시로 트베리주의 도시이다. 인구는 2만4,900명(2005년)이다. 트베리에서 남서쪽으로 276km떨어져 있고 메자강에 접해 있다.
모스크바 - 벨리키예루키를 연결하고. 5km 지점에 위치한 버스역은 모스크바 — 리가를 연결한다.